# Merlyn Dawson
Merlyn Dawson (* 5. April 1960) ist ein ehemaliger belizischer Radrennfahrer.
Er nahm an den Olympischen Sommerspielen 1984 in Los Angeles teil. Er fuhr im Mannschaftszeitfahren.